# Varina Davis

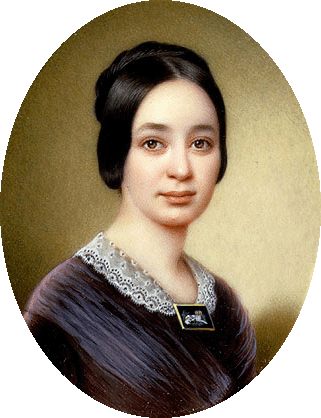
Miniaturporträt von John Wood Dodge (1849)

Varina Banks Howell Davis (geboren am 7. Mai 1826 in Natchez, Mississippi; gestorben am 16. Oktober 1906 in Manhattan, New York) war die zweite Ehefrau von Jefferson Davis, dem Präsidenten der Konföderierten Staaten von Amerika von 1861 bis 1865. Sie erarbeitete sich nach dem Tod ihres Mannes einen Ruf als Journalistin und Schriftstellerin.

## Kindheit und Jugend
Varina Banks Howell kam in Natchez zur Welt, einer der wohlhabendsten Gemeinden in den Südstaaten. Ihr Vater William Burr Howell entstammte einer angesehenen Familie aus New Jersey; der Großvater Richard Howell war mehrmals Gouverneur von New Jersey gewesen, die Großmutter eine Verwandte von Jonathan Edwards und Aaron Burr. 1823 heiratete Howell Margeret Louisa Kempe, die einer wohlhabenden irischen Grundbesitzerfamilie entstammte. Der erste Sohn kam 1824 auf die Welt, Varina war das zweite Kind. Bis 1846 folgten zehn Geschwisterkinder, von denen aber vier bereits im Säuglingsalter starben. William B. Howell war (in dieser Reihenfolge) Buchhalter, Plantagenbesitzer, Händler, Politiker, Postamtsvorsteher, Baumwollmakler und Banker, doch ein langfristiger geschäftlicher Erfolg blieb aus. Die Familie verlor während Varinas Kindheit das beträchtliche Erbe, das Margaret L. Kempe in die Ehe eingebracht hatte. In den 1830ern wurden Haus, Wohnungseinrichtung und Sklaven der Familie gepfändet; der Familienbesitz wurde nur dank einer Intervention der reichen Verwandtschaft mütterlicherseits ausgelöst. Trotzdem wurde Varina nach den Idealen der Oberschicht erzogen, lernte reiten, tanzen und diskutieren. Ein Freund der Familie, der Harvard-Rechtsanwalt George Winchester, gab ihr Privatunterricht. Eine vorübergehende Besserung der finanziellen Verhältnisse ermöglichte es den Eltern 1838, sie eine prestigeträchtige Mädchenschule in Philadelphia besuchen zu lassen, wo sie lebenslange Bekanntschaften knüpfte, unter anderem mit Sarah Ellis, der Tochter von Großgrundbesitzern in Mississippi. Nach einem Jahr musste sie nach Natchez zurückkehren, da die Familie das Schulgeld nicht aufbringen konnte.
Im Jahr 1843 wurde die 17-jährige Varina von Joseph Davis, einem Großgrundbesitzer und alten Freund der Familie, auf dessen Besitztümer nahe Vicksburg zu den Weihnachtsfeierlichkeiten eingeladen. Dort lernte sie den 35-jährigen Jefferson Davis kennen, den jüngeren Bruder des Gastgebers. Davis, ein ehemaliger Offizier und seit 1835 Witwer, erwog zu diesem Zeitpunkt einen Einstieg in die Politik auf Seiten der Demokraten. Varina Howell fühlte sich trotz der Unterschiede hinsichtlich Alter, Hintergrund und Politik (die Familie Howell stand den Whigs nahe) zu Jefferson Davis hingezogen. Ihre Eltern missbilligten die Partie, gaben jedoch ihre Zustimmung zu einer Verlobung.

## Heirat und Zeit in Washington

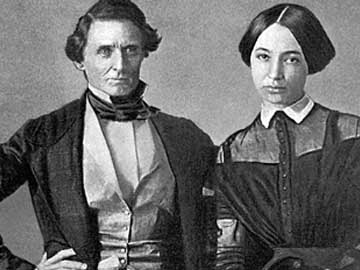
Ausschnitt des Hochzeitsbildes 1845

Die Heirat wurde im kleinen Kreis am 26. Februar 1845 im Haus der Howells vollzogen. Das Ehepaar Davis ließ sich anschließend auf Jeffersons Plantage in Brierfield, Louisiana, nieder, wo sie ein größeres Herrenhaus planten. Bald nach der Hochzeit quartierten Joseph Davis und seine Brüder ihre mittellose Schwester Amanda Davis Bradford in den Haushalt ein, eine Witwe mit sieben Kindern. Die Abhängigkeit von Jeffersons älterem Bruder belastete das junge Paar ebenso wie umgekehrt die Abhängigkeit der Howells von ihrer Tochter.
Nach der Wahl Jeffersons ins US-Repräsentantenhaus 1846 begleitete Varina ihren Mann nach Washington, D.C., kehrte aber bereits im selben Jahr wieder nach Brierfield zurück, als Jefferson die Position aufgab, um im Krieg gegen Mexiko als Offizier zu dienen. Die Korrespondenz der Davis’ zeugt von Eheproblemen in dieser Zeit. 1847 übernahm Jefferson einen frei gewordenen Senatssitz in Washington. Varina versöhnte sich rasch mit ihrem Mann und folgte ihm nach Washington, wo das Paar wegen Jeffersons Senats- und Ministerposten bis 1861 blieb. Varina nahm aktiv am gesellschaftlichen Leben Washingtons teil; in ihren Memoiren beschreibt sie diese Zeit als beste ihres Lebens. Während der Amtszeit von Franklin Pierce als Präsident vertraten die Davis häufig das Präsidentenpaar als Gastgeber bei gesellschaftlichen Empfängen im Weißen Haus. Varina beobachtete das politische Klima, vertrat moderatere Ansichten als ihr Mann und beriet ihn in vielen politischen Fragen. In Washington wurden auch die ersten vier Kinder des Paares geboren, insgesamt hatten die Davis sechs Kinder.
- Samuel Emory Davis (30. Juli 1852 – 13. Juni 1854)
- Margaret Howell Davis (25. Februar 1855 – 18. Juli 1909: ⚭ Joel A. Hayes, fünf Kinder)
- Jefferson Davis Jr. (16. Januar 1857 – 16. Oktober 1878)
- Joseph Evan Davis (18. April 1859 – 30. April 1864)
- William Howell Davis (6. Dezember 1861 – 16. Oktober 1872)
- Varina Anne „Winnie“ Davis (27. Juni 1864 – 18. September 1898)

## First Lady der Konföderation

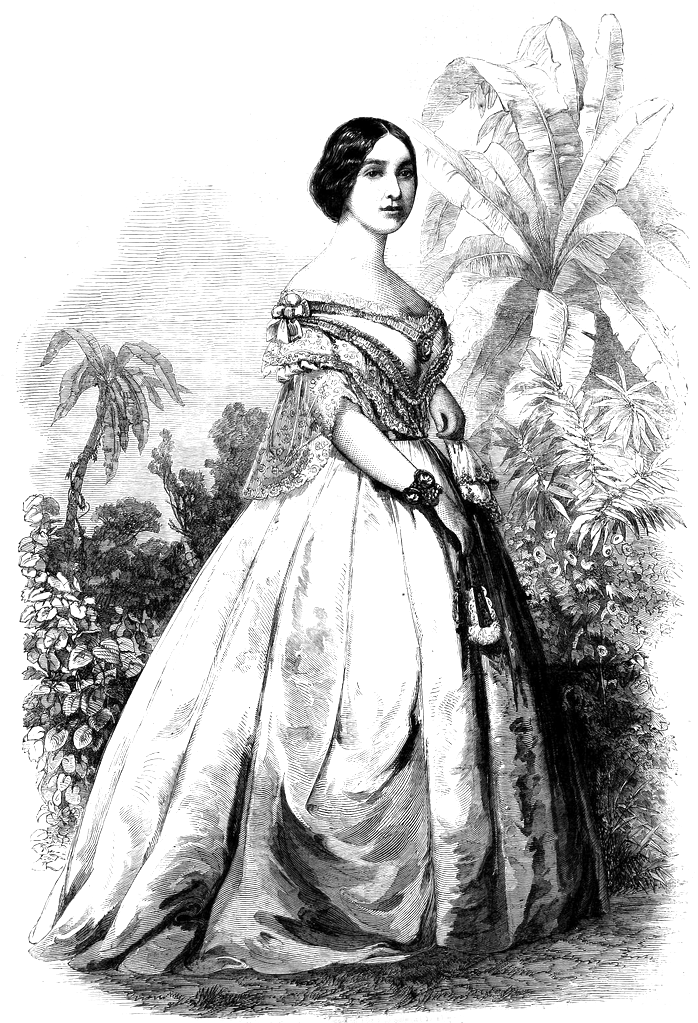
Als First Lady der Konföderation, Zeichnung einer Zeitungsausgabe 1862

Bereits 1861 vertrat Varina Davis die Ansicht, dass die Südstaaten einen Krieg mit den Nordstaaten nicht gewinnen könnten und distanzierte sich von der Sklaverei. Aus Pflichtbewusstsein und Patriotismus, aber mit Widerwillen, verließ sie Washington, als ihr Mann im Januar 1861 die Sezession Mississippis im Senat verkündete. Sie folgte ihm nach einem Aufenthalt in Brierfield in die neu proklamierte Hauptstadt der Konföderierten Staaten von Amerika, Montgomery, Alabama und übernahm dort sofort die Aufgaben als First Lady, bis die Administration nach Richmond in Virginia umzog. Das dortige Weiße Haus führte sie nach Washingtoner Etikette. Ihre intellektuellen Einsichten, literarische Bildung sowie auch die engen Kontakte und Freundschaften, die sie nach wie vor nach Washington unterhielt, machten sie in Richmond unpopulär. Während Präsident Davis im Laufe der Kriegsjahre immer kränklicher wurde, kümmerte sich Varina um seinen Terminplan. Im Weißen Haus brachte sie zudem während des Krieges zwei weitere Kinder zur Welt.
Kurz vor Kriegsende wurde das Paar getrennt, was ihre gemeinsame Flucht nach Europa verzögerte und dazu führte, dass sie in Georgia gefasst wurden. Jefferson Davis wurde in Fort Monroe inhaftiert, während seine Frau nur in ihrer Bewegungsfreiheit eingeschränkt wurde. Varina sandte die drei älteren Kinder nach Kanada, während sie mittels Öffentlichkeitsarbeit und Petitionen unermüdlich versuchte, Zugang zu ihrem Mann und später dessen Freilassung zu erwirken.

## Nachkriegsjahre
Nach Jefferson Davis Freilassung auf eine hohe Kaution im Jahr 1867 war das Paar zunächst mittellos und verließ die USA, um sich andernorts eine Existenz aufzubauen. Jefferson Davis kehrte 1869 in die Staaten zurück, wo die Anklagen gegen ihn fallengelassen worden waren und er eine Versicherungsgesellschaft in Memphis übernahm. Das Familienleben der Davis war in den 1870ern durch regelmäßiges Reisen zwischen Amerika und Europa und eine häufige Trennung der Familienmitglieder geprägt. Varina Davis besuchte ihre Schwester in England, Jefferson besuchte sie dort auf Geschäftsreisen, die Kinder wurden in renommierten Internaten eingeschrieben und von ihrer fürsorglichen Mutter regelmäßig besucht. Eine Affäre von Jefferson Davis mit Virginia Clay, der Frau von Clement Claiborne Clay wurde publik und belastete die Ehe. Weitere Schicksalsschläge waren der Tod des fünften und dann des dritten Sohnes 1872 und 1878. Zudem liefen Jefferson Davis Geschäfte schlecht und 1877 war er krank, bankrott und ohne Aussicht auf Beschäftigung. Er nahm eine Einladung der vermögenden Witwe Sarah Dorsey (geb. Ellis), der ehemaligen Schulkameradin von Varina, an, sich auf ihr Gut in Biloxi zurückzuziehen. Varina, mittlerweile in die Staaten und nach Memphis zurückgekehrt, verurteilte die Beziehung zu der Witwe und versöhnte sich erst im folgenden Jahr allmählich mit ihrem Ehemann.
Frau Dorsey schenkte der wiedervereinten Familie Davis das Anwesen Beauvoir in Biloxi und verstarb 1879. Jefferson Davis veröffentlichte 1881 seine Erinnerungen an die Amtszeit als Präsident, im selben Jahr kehrte Tochter Winnie in die USA zurück. Das wiedererlangte Ansehen und die Berühmtheit der Familie Davis führten zu häufigen Besuchen von ehemaligen Konföderierten, Veteranen, Journalisten und Neugierigen. Varina Davis wurde, wie sie einer Freundin schrieb, des Andrangs überdrüssig und fühle sich in dem geschenkten Haus sowie dem ländlichen Umfeld unwohl.

## Witwe
1889 starb Jefferson Davis. Die mittlerweile 63-jährige Varina veröffentlichte eine Biographie ihres Mannes, die sich nicht gut verkaufte. In dieser Situation nahm sie das Angebot des Ehepaares Pulitzer an, nach New York zu ziehen und dort als Vollzeit-Kolumnistin für die New York World zu arbeiten. Die Rückkehr in das großstädtische Leben tat ihr nach eigenem Bekunden gut. Ihre Tochter Winnie kam mit ihr, um ihre literarische Karriere voranzutreiben, starb aber 1898. Das Anwesen Beauvoir, das Jefferson Winnie vererbt hatte, verkaufte Varina erst 1902 an eine Veteranenstiftung, die dort ein Heim einrichtete.
In New York schockierte Davis konservative Ex-Konföderierte durch ihre Nähe zu den „Yankees“ und ihre kontroversen Einstellungen. So pflegte sie ab 1893 eine Freundschaft mit Julia D. Grant, der Witwe von Präsident Ulysses S. Grant, schüttelte dem schwarzen Bürgerrechtler Booker T. Washington im Jahr 1901 die Hand, und erklärte öffentlich, Gott „in seiner Weisheit“ habe den Nordstaaten im Bürgerkrieg zu ihrem Sieg verholfen. Dies war empörend für konservative Kreise in den Südstaaten, die von ihr eine sentimentale und verklärende Sicht auf die Konföderation erwarteten. Dennoch war Davis auch Mitglied in Südstaatler-Vereinigungen und empfing ehemalige Offiziere und Anhänger beider Seiten.
Varina Davis starb im Alter von 80 Jahren an einer Lungenentzündung in ihrer Wohnung in New York. Ihr Sarg wurde in einer Beerdigungsprozession durch New York getragen, bevor sie mit allen militärischen Ehren neben ihrem Ehemann und ihrer Tochter Winnie in Richmond beigesetzt wurde.